# Coosa County Jail
Das Coosa County Jail (engl. für: „Coosa-County-Gefängnis“) auch bekannt als Old Rock Jail (engl. für: „Altes Felsengefängnis“) ist ein historisches Gebäude in der Stadt Rockford im Coosa County in den USA. Es ist das älteste noch erhaltene Gefängnis aus Stein in Alabama.
Coosa County wurde 1832 gegründet und die Stadt Rockford (bis 1835 „Lexington“ genannt) als Sitz der Verwaltung bestimmt. 1839 wurde beschlossen, für 2.745 USD (entspricht 2018 ca. 75.000 USD) hier ein County-Gefängnis aus Stein zu errichten. Das dreigeschossige Gebäude wurde 1842 aus Natursteinen errichtet und hat eine Grundfläche von ca. 6 mal 12 Metern. Bis 1938 wurde das Gebäude als Gefängnis und danach als Aktenlager des Countys genutzt. Am 20. Juni 1974 wurde das Coosa County Jail in das National Register of Historic Places (deutsch: „Nationales Verzeichnis historischer Stätten“) aufgenommen und beherbergt heute ein Museum, das „Old Coosa County Jail Museum“ unter Leitung der Coosa County Historical Society. Das Gefängnis ist noch weitgehend im Originalzustand von 1842, ist das älteste noch erhaltene Gefängnis aus Stein in Alabama und eines der wenigen erhaltenen Gebäude aus der Frühzeit des Coosa County.